# Elaphoidella amabilis
Elaphoidella amabilis là một loài động vật giáp xác thuộc họ Canthocamptidae. Đây là loài đặc hữu của Hoa Kỳ.